# Grégory Herpe
Pour les articles homonymes, voir Herpe.
 (août 2023).
 (août 2023).
Grégory Herpe est un photographe, auteur et dramaturge, et metteur en scène français né le 25 février 1969 dans le 12e arrondissement de Paris.
Photographe inspiré par le noir et blanc en particulier, avec des contrastes profonds et des perspectives originales, il collabore souvent avec des ONG sur des projets humanitaires.
Il fut d'abord acteur, metteur en scène et auteur de théâtre.
Il a vécu dans différents pays ( Pays-Bas, Belgique, Espagne, et en Afrique ).

## Biographie
Grégory Herpe naît à Paris, le 25 février 1969.
Il commence la photo vers 14 ans, et photographie ses amis au cimetière du Père-Lachaise, mais se destine très tôt au théâtre et intègre le Cours Florent, école de théâtre à Paris où il est élève de Francis Huster, Yves Le Moign', Jean-Pierre Garnier.
Il fait partie de la promotion regroupant Jean-Paul Rouve, Jeanne Balibar, Éric Ruf, Édouard Baer, Valérie Bonneton, Thierry de Peretti, , Grégoire Bonnet, Ariane Séguillon, Éric Berger.
En 1989, il monte pour la première fois sur scène dans Byron ou la Vie immorale d'un poète, pièce qu'il met lui-même en scène, et qu'il a écrite à 17 ans.
Dans les années 90, il joue dans Les Joueurs, de Nicolas Gogol, mise en scène Éric Berger, avec Jean-Paul Rouve et Grégoire Bonnet, La Corde de Patrick Hamilton, qu'il co-met en scène avec Éric Ruf et Frédéric Quiring, au théâtre Le Ranelagh, Barouf à Chioggia, de Carlo Goldoni, mis en scène par Yves Le Moign', aux côtés de Jean-Paul Rouve, Valérie Bonneton, Éric Ruf, Éric Berger, et Thierry de Peretti, etc.
Il fait de rares apparitions au cinéma, dans de petits rôles pour Jean-Pierre Mocky, André Téchiné, Pierre Etaix, mais à partir du milieu des années 1990, il quitte la scène et part en Afrique à l'aventure.
Il rentre à Paris en 1996, après que son premier roman Le Vieux Bouc, soit édité et devient journaliste pour différents magazines à Paris et à Londres, puis rédacteur en chef sur NRJ aux côtés de Sam Z ( Samuel Zniber ), Fun Radio & TV. Il y a interviewé George Clooney, Will Smith, Arnold Schwarzenegger, Jon Bon Jovi, et d’autres stars du rock et du cinéma.
En 1998, il épouse sa première femme, une hôtelière belge, et s'installe à Anvers où il gère une galerie d'art pendant 3 ans.
Son fils Arthur y naît en 2001.
Retour en France fin 2001. Il y devient directeur artistique de Cat.Studios Productions (production cinéma et label audio), et publie en France et au Canada plusieurs œuvres littéraires (nouvelles, théâtre, poèmes & haïku).
Puis il devient photographe pro, en collaborant avec des agences de communication et de publicité. Son travail commence à être exposé.
Son style est tout d'abord Pop art, et il réalise des portraits de célébrités détournées, dont il se moque, dans des montages numériques, bien avant l'arrivée de l'intelligence artificielle.
Parallèlement, il devient photographe de plateau sur des longs métrages, renouant avec le cinéma et met rapidement le pop art de côté pour se concentrer à la photographie réaliste en noir et blanc, plus proche de sa sensibilité artistique.
En 2006, sa fille Agatha naît à Perpignan, où il vit quelques années dans une ancienne morgue et travaille toutes ses photos assis sur une chaise récupérée dans un hôpital psychiatrique.
Il divorce en 2011 et se remarie en 2014, avec une professeur néerlandaise.
Durant les années 2000, il multiplie les expositions au Parlement européen, dans des musées ( Pays-Bas, Angleterre, Corée du Sud...) ou galeries en Corée du Sud, Nigéria, Inde, à Paris, Boston, San Diego, Berlin, Barcelone, Athènes, Amsterdam, Zurich, Milan, Gênes, Bruxelles, Zurich, Bristol, Glasgow, Bucarest, Porto, Spa, Cannes, etc.
Il devient aussi reporter-photographe pour les agences de presse Sopa Images à Hong-Kong et Polaris Images à New York.
En 2015, il remporte le prix de la Meilleure Photo de Presse de l'année, Club de la Presse, pour une image prise lors des marches succédant l'attentat contre Charlie Hebdo.
L'année suivante, il part à la demande de la journaliste Tina Kieffer au Cambodge, réaliser un reportage en noir et blanc sur l'association qu'elle y a créé : "Toutes à l'école" (cette ONG scolarise de petites filles d'une extrême pauvreté, parfois orphelines, ou sauvées de la prostitution infantile).
La même année, il effectue ses premiers séjours à Belfast, où il rencontre les combattants de l'I.R.A. (Armée républicaine irlandaise).
Il y photographie les anciens et les nouveaux membres, réalisant par la même occasion de nombreuses interviews.
Les années suivantes, il photographie plusieurs sujets en Europe, Asie, et Afrique, et en particulier les gitans de Perpignan, Barcelone et la Catalogne, ainsi que des reportages en Suède, Allemagne, Pays-Bas…
Il a aussi réalisé les portraits de nombreuses célébrités, (Gérard Depardieu, David Bowie, Iggy Pop, Omar Sharif, Jack Nicholson, Nina Hagen, Orelsan, Benjamin Biolay, Deep Purple, Patti Smith, etc)
Ses photos ont été publiées dans la presse de nombreux pays.
En 2018, il s'installe aux Pays-Bas, près d'Arnhem.
En 2020, Il effectue plusieurs reportage au Danemark, Finlande, Estonie, Lettonie, Allemagne, et effectue un travail autour du Corona Virus lors d'une résidence d'artiste aux Pays-Bas. Il y réalise une série de 52 portraits masqués, celui qui nous protège comme celui qui nous cache, qui sont ensuite exposés au Museum Hilversum aux Pays-Bas, au Beaney Museum à Canterbury, en Angleterre, puis à Paris. Un livre de ce travail est publié, "A Coronew World", préfacé par Stef van Breugel, directeur du Museum Hilversum.
Il commence aussi une série sur les Drag Queens en Europe, en commençant par Amsterdam, Helsinki, Paris, Bruxelles, Budapest, Liverpool, Baku, Bucarest; actuellement en cours.
Il divorce pour la seconde fois, quitte les Pays-Bas, et se réinstalle à Paris, dans le 17ème arrondissement.
En 2021 et 2022, il effectue plusieurs séries dans le Haut-Karabakh pendant la guerre entre Arménie et Azerbaïdjan, au Liban avec les familles pauvre chrétiennes, puis dans le désert en Jordanie.
En 2023, il est à nouveau exposé au Parlement Européen, à Bruxelles, fait une résidence d'artiste à Bucarest pour travailler avec les Drag Queen et reviens à Bucarest pour être exposé au festival photo de la capitale roumaine.
En 2024, il réalise un reportage humanitaire en Moldavie avec son fils, auprès d'orphelins de guerre ukrainiens et d'orphelins sociaux moldaves, à qui il apprend la photo.
Avec son fils Arthur il co-réalise un documentaire de cette expérience: Children beyond the war.
2025, sortie de son livre photo Les enfants du Cambodge, avec des préfaces de Tina Kieffer, fondatrice/présidente de Toutes à l'école et Véra Kempf, fondatrice/présidente de Singulart.
Reportages en Ukraine.

## Publications
- Les enfants du Cambodge/Children of Cambodia (Livre de photos/textes, éditions Dashbook, Barcelone, Espagne, août 2025 - préfaces de Tina Kieffer et Véra Kempf )
- A Coronew World (Livre de photo, éditions du Petit Hippocampe, Pays-Bas, 2020 - préface de Stef van Breugel )
- L’Odyssée (Catalogue d’exposition, Musée de St-Cyprien-Collections François Desnoyer, 2017 - préface de Yoyo Maeght )[4]
- Catalogne (Livre de photos, éditions des Presses littéraires, 2015 - préface de Michel de Yougoslavie )
- Le chœur des catalans (Livre/CD de Photos, éditions Art Passion, 2011)
- Byron ou la vie immorale d’un poète (Théâtre; éditions Guy Boulianne, Québec, Canada, 2006)
- Mon monde Barbara (recueil Une nuit en Brocéliande), (Nouvelle ; éditions Guy Boulianne, Québec, Canada, 2006)
- Poèmes & Haïku, édités dans les revues littéraires canadiennes Haïkï et Acacia (2006)
- Mes 10 ans de Pierre Pellegrini (préface ; éditions Guy Boulianne, Québec, Canada, 2006)
- Confutatis Maledictis (recueil A Table !), (Nouvelle; éditions Ixcéa, 2005)
- Le sample qui tue (recueil Croyances & Magies), (Nouvelle; éditions Ixcéa, 2005)
- Le Vieux Bouc (Roman; éditions du Panthéon, 1996)

## Filmographie

### Acteur
- 1989 : Divine enfant, de et avec Jean-Pierre Mocky
- 1989 : J'écris dans l'espace, de Pierre Étaix, avec Valeria Bruni-Tedeschi et Mac Ronay
- 1990 : Place des Vosges, d'Alexis Rimbaud
- 1990 : Don Juan, d'Alexis Rimbaud
- 1991 : J'embrasse pas, d'André Téchiné, avec Emmanuelle Béart et Philippe Noiret
- 1992 : Échec et Nap..., d'Axel Teinturier et Arnaud Dauphin
- 1992 : Série noire, de Stéphane Guetta
- 1992 : L'An à venir, de Christophe Guillebot, avec Grégoire Bonnet
- 2004 : Des filles nues, de Grégory Herpe (court métrage)
- 2007 : Bonnes vacances, de Jan Tittel (court métrage)
- 2007 : Versus, de Thierry Serbeto, Alexandre Rongeat, et John Loeb (court métrage)
- 2009 : J'ai oublié de te dire, de Laurent Vinas-Raymond, avec Omar Sharif, Émilie Dequenne, Jérôme Pouly
- 2009 : Cryobenzinate de polonium, de Patrick Claeys (court métrage)
- 2010 : D'amour et d'eau fraiche, de Isabelle Czajka, avec Anaïs Demoustier et Pio Marmaï

### Photographe de plateau
- 2008 : Love Song, de Jacques Cortal (court métrage), avec Olga Bołądź
- 2009 : J'ai oublié de te dire, de Laurent Vinas-Raymond, avec Omar Sharif et Émilie Dequenne
- 2024 : Children beyond the war, d'Arthur Herpe & Grégory Herpe

### Réalisateur
- 2004 : Des filles nues (court métrage)
- 2005 : Marabout (court métrage)
- 2005 : Un Ouzbek et un chihuahua (moyen métrage)
- 2024 : Children beyond the war (documentaire), co-réalisé avec Arthur Herpe

### Assistant réalisateur
- 2007 : Testudo, de Jörg Tittel

## Théâtre

### Dramaturge
- Byron ou la vie immorale d'un poète
- Gothic Decadence
- Le Sang des Pendragon
- L'In-Femme
- L'Ouverture de Bramah
- Des femmes, des amants et des morts
- Les Diables
- Sonate pour un fou
- Sous les cocotiers, il fait bon vivre
- Autrefois, j'avais un jardin avec des fleurs…
- Ballade méphitique dans le nocturne interdit
- Le Procès
- Le Ragot de la Méduse
- Le Roman d'amour des Bidochon (d'après Binet)
- La Beauté des feux de la gloire de l'amour
- Mort sur le Nil (d'après Agatha Christie)

### Metteur en scène
- 1989 : Byron ou la vie immorale d'un poète de Grégory Herpe
- 1991 : L'In-Femme de Grégory Herpe
- 1992 : La Corde de Patrick Hamilton, co-mis en scène avec Eric Ruf, avec Frédéric Quiring
- 1993 : Si Brel m'était conté de Gilbert Dadier
- 2000 : Autrefois, j'avais un jardin avec des fleurs... de Grégory Herpe
- 2003 : Le Procès de Grégory Herpe
- 2004 : Les Diablogues et autres inventions à deux voix de Roland Dubillard
- 2004 : La Beauté des feux de la gloire de l'amour de Grégory Herpe
- 2005 : Mort sur le Nil de Grégory Herpe, d'après Agatha Christie
- 2005 : Théâtre sans animaux de Jean-Michel Ribes
- 2005 : La Comtesse d'Escarbagnas de Molière

### Comédien
- 1989 : Byron ou la vie immorale d'un poète de et mis en scène par Grégory Herpe
- 1989 : L'École des bouffons de Michel de Ghelderode, mise en scène Sébastien Goy et Judith El Zein
- 1989 : Jeanne au bûcher de Paul Claudel, mise en scène Marie Parouty
- 1989 : Abraham et Samuel de et mis en scène par Victor Haïm
- 1990 : L'Énéide de Virgile, mise en scène François-Xavier Hoffman
- 1990 : Escurial de Michel de Ghelderode, mise en scène Roland Breten
- 1991 : Le Fils de Christian Rullier, mise en scène de Jean-Pierre Garnier
- 1991 : L'Échange de Paul Claudel, mise en scène Yves Le Moign'
- 1991 : L'In-Femme de et mise en scène par Grégory Herpe
- 1991 : Les Joueurs de Nicolas Gogol, mise en scène Éric Berger, avec aussi Jean-Paul Rouve, Grégoire Bonnet
- 1991 : Le Songe d'une nuit d'été, de William Shakespeare, mise en scène Carl Michelet
- 1992 : Hamlet de William Shakespeare, mise en scène Roland Bretten
- 1992 : La Corde de Patrick Hamilton, mise en scène Grégory Herpe et Éric Ruf
- 1992 : Barouffe à Chioggia de Carlo Goldoni, mise en scène Yves Le Moign', avec Jean-Paul Rouve, Valérie Bonneton, Thierry de Peretti, Eric Ruf
- 1993 : Fabien contre les zombies de et mis en scène par Fayçal Kasbaoui
- 1993 : Pauvre France de Sam Clarck et Ron Bobick, mise en scène Gilbert Dadier
- 1993 : Britannicus de Jean Racine mise en scène Olaf Oscarson
- 1994 : Henry V de William Shakespeare, mise en scène Olaf Oscarson
- 2000 : Autrefois, j'avais un jardin avec des fleurs... de et mis en scène par Grégory Herpe
- 2009 : Boris, le vrai de et mis en scène par Gabriel Vitaux
- et diverses comédies musicales